# Cookie Run
Cookie Run (Hangul: 쿠키런; RR: Kukileon, cách điệu theo kiểu CamelCase) là một loạt trò chơi chạy bất tận trực tuyến trên thiết bị di động được phát triển bởi Devsisters. Được lấy cảm hứng từ câu chuyện dân gian cổ điển người đàn ông bánh gừng, các trò chơi lấy bối cảnh trong thế giới của những chiếc bánh quy gừng có ý thức được một phù thủy đưa vào lò nướng và từ đó thoát khỏi nanh vuốt tà ác của mụ. Mỗi trò chơi đều có một cơ chế cho phép các cookie chạy để kiếm điểm và vật phẩm, vượt qua chướng ngại vật và chiến đấu hoặc trốn thoát khỏi kẻ thù. Các trò chơi hiện đang có sẵn trên các thiết bị iOS và Android.

## Lối chơi
Cookie Run là một loạt trò chơi chạy trực tuyến trên thiết bị di động liên quan đến việc chiến đấu để đạt đến "mục tiêu cuối cùng", với trò chơi ban đầu là Cookie Run: OvenBreak, với bộ sưu tập cookie ngày càng mở rộng, hỗ trợ thú cưng, và các kho báu giá trị, chúng sẽ cho người chơi tổng số điểm khác nhau tùy thuộc vào đội hình được sử dụng. Mỗi trò chơi đều dựa trên mô hình "freemium" - cung cấp trò chơi cơ bản miễn phí đồng thời khuyến khích người chơi trả một số tiền nhỏ hơn cho các vật phẩm hoặc khả năng ảo trong trò chơi.

## Loạt game

### OvenBreak
OvenBreak được phát hành vào ngày 15 tháng 6 năm 2009. Kể từ khi phát hành, nó đã được cập nhật lên OvenBreak 2 vào ngày 11 tháng 12 năm 2012, nhưng vào ngày 11 tháng 12 năm 2013, đã bất ngờ thông báo rằng trò chơi sẽ bị xóa khỏi App Store. Một tựa game riêng biệt, OvenBreak Infinity, cũng được phát hành vào tháng 9 năm 2009. Vào cuối năm 2010, OvenBreak Infinity đứng đầu trong danh mục "Ứng dụng miễn phí hàng đầu" trên Apple App Store.
Vào mùa hè năm 2012, Skittles đã tích hợp thương hiệu của mình vào OvenBreak như một phần của chương trình tài trợ thông qua chế độ chơi mới, trong đó có hình ảnh thương hiệu Skittles trong lối chơi và màn hình chính của nó.

### Cookie Run(LINE và Kakao)
Cookie Run ban đầu được phát hành cho KakaoTalk vào ngày 2 tháng 4 năm 2013. Đây là trò chơi đầu tiên của Devsisters dưới IP Cookie Run. Sau đó nó được phát hành cho LINE vào ngày 29 tháng 1 năm 2014 và trò chơi đã có hơn 114 triệu lượt tải xuống.
Vào ngày 5 tháng 6 năm 2018, phiên bản LINE của Cookie Run đã ngừng hoạt động và hiện đã bị xóa khỏi Cửa hàng Google Play và App Store.

### Cookie Run: OvenBreak
Cookie Run: OvenBreak được phát hành toàn cầu (ngoại trừ Trung Quốc) vào ngày 27 tháng 10 năm 2016. Trò chơi ban đầu có tên là 'Cookie Run 2' khi Devsisters tiết lộ việc phát triển phần tiếp theo của Cookie Run vào tháng 4 năm 2015, dự kiến ra mắt trên toàn cầu vào nửa cuối năm đó. Vào ngày 27 tháng 9 năm 2016, trò chơi được phát hành dưới dạng thử nghiệm, với cái tên hiện tại, ở Canada, Úc, Hồng Kông, Philippines, Hà Lan và Thụy Điển trên cả Apple App Store và Google Play.
Vào cuối tháng 11 năm 2018, Cookie Run: OvenBreak và Devsisters đã hợp tác với Sanrio để tổ chức sự kiện  Hello Kitty từ ngày 29 tháng 11 đến ngày 19 tháng 12.

#### Chế độ chơi có sẵn
- Chế độ Cốt truyện (Story Mode), nơi người chơi sẽ vượt qua các màn chơi và thu thập một số phần của câu chuyện để biết thêm về cuộc phiêu lưu của GingerBrave và những người bạn của cậu. Bạn có thể kiếm được từ 1-3 sao cho mỗi lần chạy và nhận phần thưởng cho lượng sao người chơi đạt được khi chạy. Sau khi người chơi đạt được ba sao ở một màn cụ thể, họ có thể có cơ hội nhận được các nguyên liệu tốt hơn từ Rương Ma Thuật (Coin-filled Magic Chest), bao gồm một lượng xu cố định, nguyên liệu để tăng cấp Kẹo ma thuật (Magic Candy) hoặc nguyên liệu để chế tạo một số vật phẩm trong Phòng Thí Nghiệm (Laboratory).
- Cuộc đua Cúp (Trophy Race) là một chế độ nhiều người chơi trực tuyến trong đó tối đa mười người chơi toàn cầu cạnh tranh với nhau để giành điểm cao nhất để kiếm cúp. Cúp nhận được sẽ dùng để mở khóa những vùng đất mới và chế độ Champions League.
- Champions League là chế độ mà những người chơi có kỹ năng tốt nhất sẽ chạy trên 3 đấu trường để giành thứ hạng vào cuối mùa giải. Bằng cách chạy trong Champions League, người chơi kiếm được Huy chương, đổi lấy vật phẩm, cookie, trang phục, thú cưng (pet) hoặc kho báu. Champions League cũng bao gồm Hall of Fame, nơi người chơi bày tỏ lòng kính trọng đối với những người chơi có thứ hạng cao nhất trên toàn cầu để nhận các phần thưởng miễn phí như pha lê, vé cứu hộ hoặc tiền xu.
- Breakout là chế độ chính của Cookie Run, trong đó một đội hình (gồm 10 Cookie ở chế độ Dễ và 20 Cookie ở chế độ Thường và Khó) phải được sắp xếp để chạy thoát khỏi ngôi nhà của mụ phù thuỷ, càng xa càng tốt. Mỗi lượt tiếp sức sẽ cộng thêm nhiều điểm hơn vào điểm tổng kết, xác định thứ hạng của người chơi trong một khoảng thời gian nhất định. Mỗi cấp bậc sẽ kiếm được nhiều pha lê hơn và sẽ bảo đảm nhận được mảnh Cookie hoặc Pet Huyền thoại nếu người chơi đạt hạng Kim Cương V (Diamond V) trở lên khi kết thúc thời gian chạy mỗi tuần.
  - Mặc dù thể thức có vẻ giống y hệt "Breakout", nhưng Random Breakout thay vào đó sẽ chỉ định đội hình Cookie, thú cưng và bộ kho báu hoàn toàn ngẫu nhiên theo tỉ lệ nhất định, và một số các sự kiện ngẫu nhiên hoặc cố định có thể xảy ra trong quá trình chơi có thể sẽ ảnh hưởng tới tiến trình hoặc cách màn chạy hoạt động trong chế độ chơi này.
- Trong Cookie Trials, người chơi sẽ phải chơi với một bộ Cookie và Pet cố định dựa trên chủ đề của Cookie tương ứng cùng với bộ kho báu có thể tuỳ chỉnh được và cố gắng kiếm điểm để tăng thứ hạng, từ Đồng lên Kim Cương. Khi một bộ Cookie và Pet mới xuất hiện cùng với bộ chủ đề Trail mới, người chơi sẽ có thể tham gia Cúp Cookie Mới (New Cookie Cup), cung cấp cho người chơi phần thưởng bổ sung cho mỗi thứ hạng đạt được, chẳng hạn như nhiều Pha Lê (Crystal) hơn, hoặc Khối Cầu Vồng (Rainbow Cube) thưởng thêm, vân vân.
- Trong Đảo Ký ức (Island of Memories), các Cookie chạy và tìm hiểu qua ký ức của các nhân vật gồm Hero Cookie (dựa trên ý tưởng của Iron Man), Cheerleader Cookie, và của cặp đôi Tiến sĩ Wasabi Cookie và Mustard Cookie, với các kiểu đấu trùm mới cho mỗi Đảo. Mỗi cấp độ chơi đều trao thưởng sao dựa trên việc hoàn thành các mục tiêu cụ thể, giúp mở khóa các vật phẩm như trang phục, pha lê, tiền xu cũng như các khu vực màn chơi mới.
- Đua Bang hội (Guild Run) là chế độ trong đó các bang hội gồm các người chơi toàn cầu có thể chạy, nấu các công thức nấu ăn (để tăng cường) và cùng nhau tham gia bảng Bingo. Một cuộc Đua Bang hội được chia thành các mùa cạnh tranh, trong đó bốn Bang hội thi đấu với nhau ở những vùng đất xa lạ và nhận thêm tiền xu thưởng cho mỗi Bang hội. Thứ hạng trong Guild Run xác định thứ hạng của bang hội, phần thưởng cho người chơi nhiều hay ít tùy thuộc vào sự tham gia của họ và xếp hạng của họ. Trò chơi cũng có các chế độ bổ sung như Friendly Run hoặc Custom Run được thêm vào trong các khoảng thời gian ngắn dưới dạng sự kiện giới hạn.
- Raid Run là một chế độ chơi mới vĩnh viễn trong đó người chơi sẽ đơn thân hoặc cộng tác với nhau để hạ gục quái trùm. Chế độ chơi này liên quan đến việc sử dụng nhiều kỹ năng khác nhau mà người chơi có thể mở khóa bằng cách có một số Cookie nhất định. Bản thân lối chơi của gamemode bao gồm việc thu thập các hạt kỹ năng để tăng cường kỹ năng của chúng nhằm tấn công và gây sát thương cho tên trùm đột kích. tùy thuộc vào tốc độ người chơi đánh bại quái, họ sẽ kiếm được thứ hạng dựa trên số điểm họ kiếm được, cao nhất là hạng SSS+. Tùy thuộc vào cấp bậc, người chơi sẽ kiếm được những chiếc rương cần một khoảng thời gian nhất định để mở hoặc có thể tăng tốc bằng cách sử dụng Chest Key. Những chiếc rương này có thể cung cấp nhiều vật phẩm khác nhau, một số vật phẩm được sử dụng để nâng cấp các kỹ năng nhằm tiêu diệt trùm nhanh hơn và, hoặc một số vật phẩm có thể được dùng trong Laboratory.

### Cookie Run: Kingdom
Cookie Run: Kingdom được phát hành vào ngày 19 tháng 1 năm 2021 trên toàn thế giới và có bản phát hành chính thức bằng tiếng Anh vào ngày 8 tháng 10 năm 2021. Không giống như các trò chơi trước, Cookie Run: Kingdom diễn ra trong một vũ trụ thay thế và là sự kết hợp giữa game nhập vai sưu tầm và một trò chơi xây dựng vương quốc xã hội. Trò chơi hiện bao gồm một số lượng lớn các Cookie độc quyền và hơn 200 màn chơi cốt truyện chính. Trò chơi kể câu chuyện về các Cookie làm quen với cuộc sống mới ở Vương quốc mới sau khi trốn thoát khỏi mụ phù thủy. Họ đã làm cho chúng trở nên sống động và có một câu chuyện bao quát về những chiếc bánh quy được đặt ra trong chuyến thám hiểm nhằm khám phá lại các Vương quốc Cổ đại đã mất, trước khi Dark Enchantress Cookie chiếm hữu chúng.
Cookie Run: Kingdom hợp tác với KFC cho ra combo Cookie Run: Kingdom x KFC cho đến ngày 8 tháng 2 năm 2021. Cuối tháng 9 năm 2021, trò chơi có sự hợp tác với Sega để tổ chức sự kiện crossover với Sonic the Hedgehog cho đến ngày 16 tháng 10 năm 2021. Vào tháng 10 năm 2021, trò chơi đã tăng mức độ phổ biến đột ngột do các video lan truyền trên TikTok, cũng như việc những người chơi Genshin Impact trước đây đã bỏ trò chơi, do cách xử lý gây tranh cãi của trò chơi này trong lễ kỷ niệm năm đầu tiên ra mắt. Vào ngày 28 tháng 7 năm 2022, Cookie Run: Kingdom hợp tác với Disney để thực hiện một bản cập nhật crossover với Chuột Mickey, những người bạn của anh ấy và một số công chúa Disney.
- World Exploration là chế độ PvE chính của Cookie Run: Kingdom. Chúng thường thể hiện câu chuyện của nhiều Cookie khác nhau, cùng với câu chuyện chính trong chuyến phiêu lưu của nhóm GingerBrave và những người bạn. Cốt truyện chính cũng bao gồm lồng tiếng bởi các diễn viên cho các nhân vật.
- Các nội dung PvP thực sự phụ trách nội dung chính của trò chơi. Chúng là các sự kiện chiến đấu hoàn toàn tự động với các người chơi khác. Các sự kiện này sẽ được tổ chức theo mùa và sẽ được trả thưởng theo hạng bậc.
- Guild Battle được xem là một chế độ tương đối khó vì mục tiêu của chế độ này là tham gia đột kích các quái trùm gồm "Red Velvet Dragon", "Avatar of Destiny" và "Living Abyss"[22] cùng với các thành viên bang hội và nó đòi hỏi nhiều chiến lược khác nhau khi cấp độ tăng lên.

### Cookie Run: OvenSmash
Cookie Run: OvenSmash là một trò chơi sắp ra mắt. Những ý tưởng ban đầu về trò chơi đã được Devsisters tiết lộ, bao gồm một số nhân vật của OvenBreak . Đây là trò chơi đầu tiên được hiển thị hoàn toàn bằng đồ họa 3D.

### Trò chơi phụ

#### Cookie Wars
Cookie Wars là một trò chơi phụ dựa trên cốt truyện của các trò chơi Cookie Run trước đó. Đây là một trò chơi chiến lược trên thiết bị di động đang trong giai đoạn thử nghiệm kín, với khoảng 10.000 người dùng thử nghiệm trò chơi từ ngày 10 đến ngày 16 tháng 4.
Vào ngày 26 tháng 7 năm 2018, trò chơi đã được ra mắt thử nghiệm tại ba quốc gia là Thái Lan, Hồng Kông và Canada. Nó được phát hành trên toàn cầu vào ngày 23 tháng 8 năm 2018. Vào ngày 15 tháng 4 năm 2020, Devsisters thông báo rằng Cookie Wars sẽ đóng cửa trò chơi vào tháng tiếp theo sau đó.

#### Cookie Run: Puzzle World
Cookie Run: Puzzle World (tên trước đây là Cookie Run: JellyPop và Hello! Brave Cookies) là một trò chơi giải đố ghép ba của Devsisters. Trò chơi được soft-launch vào tháng 5 năm 2019 và được giới thiệu tới người dùng quốc tế trước tiên để nhận được phản hồi. Sau đó nó đã được phát hành chính thức vào tháng 1 năm 2020 trên toàn thế giới.
Cookie Run: Puzzle World đã trải qua một số lần thay đổi tên kể từ khi phát hành phiên bản beta. Tên hiện tại được thông qua vào ngày 26 tháng 7 năm 2020.

## Đón nhận
Toàn bộ loạt Cookie Run đã nhận được thành công trong nước và quốc tế. OvenBreak ban đầu đã được tải xuống hơn 10 triệu lần và được xếp hạng là ứng dụng miễn phí phổ biến nhất trên App Store ở 20 quốc gia vào năm 2012. Cookie Run cho LINE đã xếp thứ 1 ở Thái Lan và thứ 4 ở Đài Loan về doanh số bán hàng trong năm 2014, đồng thời có hơn 2,9 triệu người dùng hàng ngày trên KakaoTalk tại Hàn Quốc vào năm 2013. Cookie Run: OvenBreak đã lọt vào danh sách Best of 2017 của Apple cho 10 trò chơi iPhone và iPad miễn phí được tải xuống nhiều nhất. Trò chơi cũng nằm trong top 20 trò chơi iPhone miễn phí hàng đầu năm 2017 ở Đông Nam Á. Cookie Run: Kingdom đã giành được Giải thưởng lớn của Giải thưởng trò chơi Hàn Quốc năm 2021 với Giải thưởng Trò chơi hay nhất của năm và Giải thưởng Nhân vật của năm. Trong Trò chơi hay nhất năm 2021 của Google Play dành cho Hàn Quốc, Cookie Run đã được chọn là trò chơi chiến thắng cho Trò chơi hay nhất của năm và Sự lựa chọn của người dùng năm 2021. Ở Hàn Quốc và Thái Lan, nó giành giải Cạnh tranh tốt nhất; và ở Hồng Kông và Đài Loan, Người thay đổi trò chơi hay nhất. Năm 2022, Cookie Run: Kingdom đã giành được giải thưởng Pocket Gamer People's Choice.